# União das Freguesias de Laranjeiro e Feijó
União das Freguesias de Laranjeiro e Feijó, kurz Laranjeiro e Feijó, ist eine portugiesische Gemeinde (Freguesia) im Kreis (Concelho) von Almada mit 7,83 km² Fläche und 39.305 Einwohnern (2011). Sie ist Teil des Großraums der Stadt Almada.

## Geschichte
Die Gemeinde entstand im Zuge der Gebietsreform vom 29. September 2013 durch die Zusammenlegung der ehemaligen Gemeinden Laranjeiro und Feijó. Laranjeiro wurde Sitz der neuen Verwaltung.

## Demographie
| Freguesia | Freguesia          | Freguesia | Freguesia       | ehemalige Freguesias | ehemalige Freguesias | ehemalige Freguesias | ehemalige Freguesias |
| --------- | ------------------ | --------- | --------------- | -------------------- | -------------------- | -------------------- | -------------------- |
| Wappen    | Freguesia          | Einwohner | Fläche in (km²) | Wappen               | Freguesia            | Einwohner            | Fläche in (km²)      |
|           | Laranjeiro e Feijó | 39305     | 7,83            |                      | Laranjeiro           | 20.823               | 3,88                 |
|           | Laranjeiro e Feijó | 39305     | 7,83            | Feijó                | 18.482               | 3,95                 |                      |